# Colonie de peuplement
Pour les articles homonymes, voir Colonie (homonymie).
Une colonie de peuplement (en anglais : settler colonialism) est une colonie vers laquelle un État envoie une partie significative de sa population (hommes, femmes et enfants) afin de la peupler, afin d'y établir une présence pérenne et autonome et d'y bâtir une société semblable. Cette nouvelle société s'épanouit et se développe en particulier grâce à l'agriculture, à la chasse et au commerce. Elle s'oppose à la colonie-comptoir. La colonisation de peuplement est la forme la plus violente de colonisation, s'accompagnant d'un lot de nettoyages ethniques, surtout lorsque les colons veulent faire disparaître les populations et les cultures autochtones en place,.

## Définition
Une colonie de peuplement est un territoire colonial où s'installent un nombre important de colons.

## Quelques exemples par zone géographique

### Europe
- L'Islande, colonisée par les Vikings ;
- L'Irlande (1169-), par Normands et Angles ;
- Chypre, colonisée par les Grecs, puis les Turcs venus d'Anatolie ;
- La Thrace, colonisée par les Ottomans ;
- La Bulgarie, colonisée par les Ottomans ;
- Les Pays baltes, occupés par l'Union soviétique, colonisés par des Russes ethniques

### Afrique du Nord
- L'Algérie, colonisée par la France (1830-1962, Algérie française, pieds-noirs, algérianisme) ;
- La Libye, colonisé par l'Italie[4] ;
- La Tunisie, au début des années 1870 vague d'immigration Italienne, suivi d'une immigration française (pieds-noirs de Tunisie) des années 1880-1890[5].

### Afrique subsaharienne
- Le Cap et les Républiques boers, colonisés par les Pays-Bas, puis par le Royaume-Uni ;
- Le Sahara occidental, après la marche verte de 1975, les autorités marocaines ont encouragé l'installation de Marocains dans ce territoire disputé[6].
- Le Liberia, colonisé par les Afro-Américains et les Afro-Caribéens sous la houlette de l'American Colonization Society.

### Proche-Orient / Moyen-Orient
- L'Anatolie, colonisée par les Grecs suivis des Turcs venus d'Asie centrale ;
- Les territoires palestiniens occupés par des colonies israéliennes. La population occupante implante sa population civile en violation de la quatrième convention de Genève[7],[8],[9],[10] dans un territoire occupé militairement.

### Asie centrale, orientale
- La Sibérie, colonisée par des populations russes à partir du XVIe siècle.

### Amérique
- L'Amérique hispanique, colonisée par l'Espagne ;
- Le Brésil, colonisé par le Portugal ;
- Les Treize Colonies, le Canada, l'Australie, la Nouvelle-Zélande et l'Afrique du Sud, colonisés par le Royaume-Uni ;
- L'Ouest américain, colonisé par les États-Unis.

### Océanie
- L'Australie (1788), par le Royaume-Uni ;
- La Nouvelle-Zélande (1788), par le Royaume-Uni.
- La Nouvelle-Calédonie (1853), par la France[11]

## Quelques exemples par époque
- Génocide des Héréros et des Namas (1904, Namibie)